# Paecilomyces breviramosus
Paecilomyces breviramosus är en svampart som beskrevs av Bissett 1979. Paecilomyces breviramosus ingår i släktet Paecilomyces och familjen Trichocomaceae.   Inga underarter finns listade i Catalogue of Life.